# Victor Gómez
Victor Gómez  Javalera (ur. 10 lutego 1974 w Andorra la Vella) – andorski narciarz alpejski, czterokrotny olimpijczyk. Brał udział w igrzyskach w roku 1992 (Albertville), 1994 (Lillehammer), 1998 (Nagano) i 2002 (Salt Lake City). Nie zdobył żadnych medali.

## Zimowe Igrzyska Olimpijskie 1992 w Albertville
| Konkurencja   | I zjazd | I zjazd | II zjazd | II zjazd | Klas. końcowa | Klas. końcowa |
| Konkurencja   | Czas    | Miejsce | Czas     | Miejsce  | Punkty        | Miejsce       |
| ------------- | ------- | ------- | -------- | -------- | ------------- | ------------- |
| Slalom gigant | 1:12,87 | 50.     | AC       | DNF      | AC            | DNF           |
| Supergigant   |         |         |          |          | AC            | DQ            |

## Zimowe Igrzyska Olimpijskie 1994 w Lillehammer
| Konkurencja   | I zjazd | I zjazd | II zjazd | II zjazd | Klas. końcowa | Klas. końcowa |
| Konkurencja   | Czas    | Miejsce | Czas     | Miejsce  | Punkty        | Miejsce       |
| ------------- | ------- | ------- | -------- | -------- | ------------- | ------------- |
| Slalom gigant | AC      | DNF     | -        | -        | AC            | DNF           |
| Supergigant   |         |         |          |          | 1:38,64       | 43.           |

## Zimowe Igrzyska Olimpijskie 1998 w Nagano
| Konkurencja   | I zjazd | I zjazd | II zjazd | II zjazd | Klas. końcowa | Klas. końcowa |
| Konkurencja   | Czas    | Miejsce | Czas     | Miejsce  | Punkty        | Miejsce       |
| ------------- | ------- | ------- | -------- | -------- | ------------- | ------------- |
| Slalom gigant | 1:25,07 | 34.     | AC       | DNF      | AC            | DNF           |
| Slalom        | AC      | DNF     | -        | -        | AC            | DNF           |
| Supergigant   |         |         |          |          | AC            | DNF           |

## Zimowe Igrzyska Olimpijskie 2002 w Salt Lake City
| Konkurencja   | I zjazd | I zjazd | II zjazd | II zjazd | Klas. końcowa | Klas. końcowa |
| Konkurencja   | Czas    | Miejsce | Czas     | Miejsce  | Punkty        | Miejsce       |
| ------------- | ------- | ------- | -------- | -------- | ------------- | ------------- |
| Slalom gigant | 1:17,83 | 52.     | 1:15,50  | 39.      | 2:33,33       | 39.           |